# 成都市域铁路S13线
成都市域铁路S13线，又称龙泉驿至天府机场线，是中国四川省成都市规划建设的市域铁路项目，由成都市龙泉驿区成都地铁13号线龙安站至简阳市天府机场3号4号航站楼站。

## 项目历史

### 规划阶段
2021年7月，《成都市城市轨道交通线网规划》（2021版）发布
，原成都地铁13号线二期龙泉段调整为成都市域铁路S13线。
2021年12月22日，据国家发展改革委员会网站通知，《成渝地区双城经济圈多层次轨道交通规划》已印发至重庆市、四川省发展改革委。该《规划》显示，龙泉驿至天府机场线自成都地铁13号线龙安站引出，经龙泉驿、简州新城、空港新城至天府机场天府机场3号4号航站楼站。总长51公里，投资149亿元。
2022年7月19日，成都市人民政府发布《公园城市示范区“十四五”城市建设规划机会清单》，其中提到S13线自地铁13号线龙安站引出，经龙泉、简州新城、空港新城至天府机场，线路长约51公里，设车站12座，总投资206亿元。建设时间为2023年6月至2028年6月。
2023年3月6日，成都轨道交通集团发布市域（郊）铁路龙泉至天府机场线工程可行性研究及勘察设计总承包招标公告。公告显示，线路自成都地铁13号线龙安站引出，经龙泉驿区、简州新城、空港新城至天府机场，线路全长约51公里，设车站12座，直接工程投资约149亿。招标范围包括龙泉山油气田区高瓦斯隧道设计专题研究报告、全自动驾驶技术等，不含天府机场北站、T1T2站、T3T4站及相邻两区间已实施部分的土建勘察设计。